# Drury (Nouvelle-Zélande)
Pour les articles homonymes, voir Drury.
Drury  est une petite localité rurale située près de la cité d’Auckland, dans le nord de l’Île du Nord de la Nouvelle-Zélande.

## Situation
Elle est localisée à 36 kilomètres au sud du CBD d’Auckland et est sous l’autorité du conseil d’Auckland.
Drury siège à la limite sud de l’aire métropolitaine d’Auckland, à 12 kilomètres au nord-est de la ville de Pukekohe, tout près du « canal de Papakura », un bras du mouillage de Manukau Harbour.

## Histoire

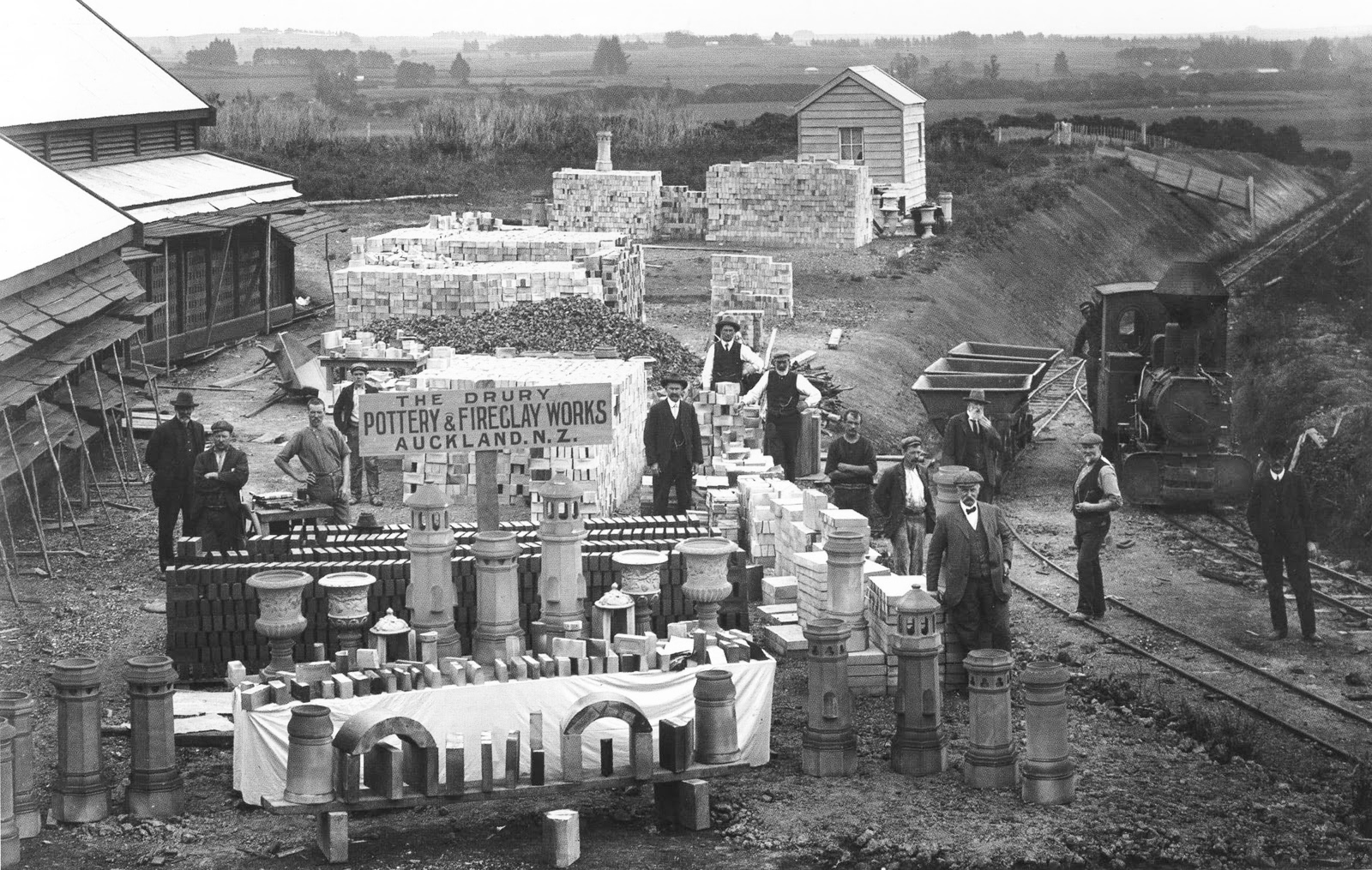
Drury : Potterie et art du feu, travaux de 1906.

L’extraction du charbon dans les mines locales a eu une action significative sur les débuts de l’industrialisation au niveau de la ville de Drury durant les années 1850, et vit la constitution de la « Waihoihoi Mining and Coal Company » en 1859.
La continué avec le succès de l’extraction du charbon conduisit à l’ouverture de l’un des premiers tramways de Nouvelle-Zélande par la même compagnie en 1862, constituée avec une voie d’écartement de4 ft8 inde gauge sur une longueur de 5,2 km, par lequel le charbon était transporté vers « Slippery Creek » pour être chargé dans des bateaux en direction de la ville d'Onehunga.
Une autre industrie initiale retrouvée dans Drury était une fabrique importante de briques et de poteries, lié à la proximité de la carrière à laquelle elle était reliée par une ligne de train située au pied de « Drury Hills ».
L’industrie de fabrication des briques et des poteries dans Drury semble avoir fonctionné jusqu’au moins en 1928 .

## Histoire ancienne
Drury fut une zone de stationnement significative pour les soldats britanniques durant les Guerres maories, et ils établirent un camp dans le village sous le commandement de General Duncan Cameron.
Ces soldats aidèrent aussi à construire une extension de la grande route du sud (en) au sud de la localité, au niveau du ruisseau de « Mangatawhiri Stream ».

## Gouvernance
Durant la réforme majeure du gouvernement local en 1989, Drury fut inclus dans la grande région d‘Auckland et constitua le bord sud du district de Papakura, avec une certaine extension des zones rurales environnantes vers l’est, autrefois connues sous le nom de Franklin County.
Drury était jusqu’à récemment une ville semi-rurale relativement petite, nichée au pied des collines basses de la chaîne de Bombay Hills.
L’extension urbaine de la cité a atteint l’extrême sud de la banlieue, tout près de la jonction entre la State highway 1 et la route State Highways 22 (en), toutes les deux se terminant au sud en direction de la région de Waikato.
Après une revue de la Commission royale sur la gouvernance de la région d’Auckland (en), l’ensemble de la région d’Auckland fut amalgamée en une seule autorité constituant la cité d’ Auckland.
De même que les anciens district de Papakura et le district de Franklin, toutes les autres autorités territoriales furent abolies et l'ensemble du secteur fut fusionné en un seul Conseil d’Auckland.
La ville de Drury fut incluse dans le ward de Franklin (en), une des 13 structures administratives de la nouvelle cité d’Auckland.

## Croissance future

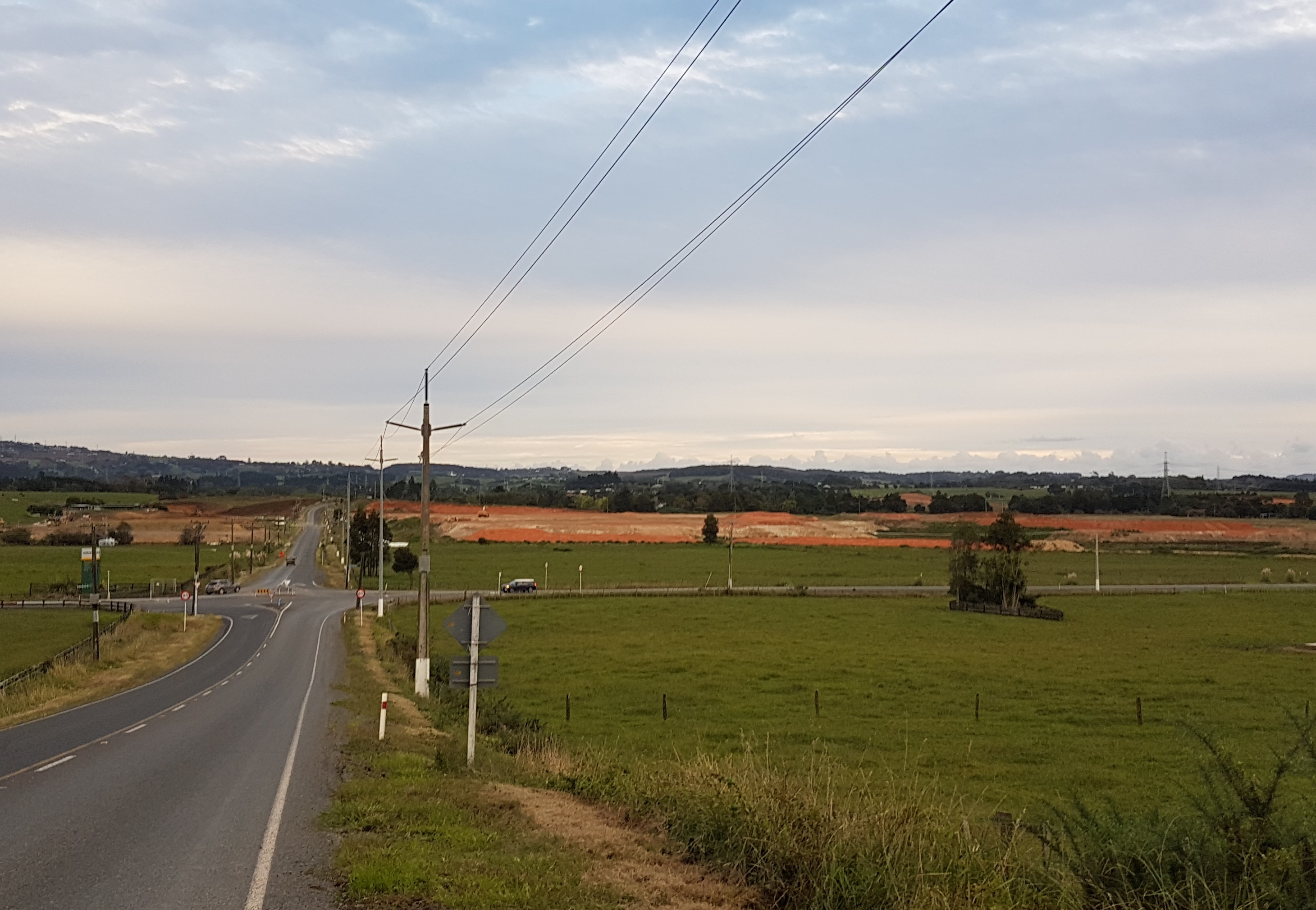
Les travaux d’excavation au niveau du Parc industriel sud de Drury en mars 2018.

Le plus grand parc de commerce d’Auckland, qui est espéré pouvoir employer 6 900 personnes, est actuellement en cours de développement dans le sud de Drury.
On estime que 2 500 maisons seront construites dans l'ouest de la ville de Drury, avec des développements en fait déjà bien engagés.

## Population
La population de Drury est à prédominance d’origine européenne en 2006, avec 75,3 %.
Les résidents Maoris représentent 11,9 %  dans la banlieue et 7.0 % étant d'ethnicité asiatique.
Selon le recensement de 2006 de la Nouvelle-Zélande, pour les résidents âgés de 15 ans et plus, le groupe ayant les occupations les plus fréquentes dans le secteur de Drury est managers, et le moins commun est opérateur sur machine et conducteur !, avec un taux de ‘sans emplois’ de 3,3%  de la population de Drury.